# Henri Membertou
Henri Membertou (ur. ok. 1530, zm. 18 września 1611) - wódz Mikmaków, zamieszkujących tereny Akadii (obecnie Nowa Szkocja). Był pierwszym Indianinem ochrzczonym (wraz z rodziną) w 1610 roku w Ameryce Północnej przez francuskiego jezuitę Jessé Fléché'a.